# Liste der Herrscher namens Wilhelm
Wilhelm hießen folgende Herrscher:

## Wilhelm
- Wilhelm von Holland, König (1247–1256)
- Wilhelm von Aquitanien (781–812), Herzog zur Zeit Karls des Großen, Klostergründer und Schutzheiliger der Waffenschmiede
- Wilhelm (Österreich), Herzog (1386–1406)
- Wilhelm (Jülich-Geldern), Herzog von Geldern (1393–1402)
- Wilhelm (Jülich-Kleve-Berg), der Reiche, Herzog von Mark-Kleve (1539–1592) und Graf von Nassau (1516–1559)
- Wilhelm (Sachsen-Weimar), Herzog (1620–1662)
- Wilhelm (Braunschweig), Herzog (1831–1884)
- Wilhelm (Baden-Baden), Markgraf (1622–1677)
- Wilhelm (Hessen-Philippsthal-Barchfeld) (1692–1761), Landgraf von Hessen-Philippsthal-Barchfeld
- Wilhelm von Hohenzollern, Fürst (1905–1927)
- Wilhelm zu Wied, 1914 Fürst von Albanien (1876–1945)
- Wilhelm (Schaumburg-Lippe), Graf (1724–1777)

## Wilhelm I.
- Wilhelm I. (Deutsches Reich), König von Preußen (1861–1888), Deutscher Kaiser (1871–1888), auch Wilhelm I. (Preußen)
- Wilhelm I. (England), der Eroberer, König (1066–1087)
- Wilhelm I. (Sizilien), König (1154–1166)
- Wilhelm I. (Schottland), der Löwe, König (1165–1214)
- Wilhelm I. (Niederlande), König (1815–1840), auch Wilhelm I. (Luxemburg)
- Wilhelm I. (Württemberg), König (1816–1864)
- Wilhelm I. de la Roche, Herzog von Athen (1280–1287)
- Wilhelm I. (Bayern), Herzog (1347–1389)
- Wilhelm I. (Braunschweig-Wolfenbüttel), Herzog (1416–1482)
- Wilhelm I. (Hessen), der Ältere, Landgraf (1471–1493)
- Wilhelm I. (Hessen-Kassel), Kurfürst (1802–1806, 1813–1821)
- Wilhelm I. (Nassau), Herzog (1816–1839)
- Wilhelm I. (Montferrat), Markgraf (890)
- Wilhelm I. (Provence), der Befreier, Markgraf (970–993)
- Wilhelm I. von Champlitte, Fürst von Achaea (1205–1209)
- Wilhelm I. (Meißen), der Einäugige, Markgraf (1349–1407)
- Wilhelm I. (Namur), 1337 bis 1391 Markgraf von Namur
- Wilhelm I. (Oranien), der Schweiger, Fürst (1533–1584)
- Wilhelm I. (Aquitanien), Graf von Auvergne (893–918)
- Wilhelm I. (Montferrat), Graf († vor 933)
- Wilhelm I. (Normandie), Langschwert, Graf von Rouen († 942)
- Wilhelm I. von Apulien, Graf (1043–1046), siehe Wilhelm Eisenarm
- Wilhelm I. (Besalú) der Dicke, Graf († 1052)
- Wilhelm I. (Flandern), Graf (1127–1128)
- Wilhelm I. (Jülich), Graf (1142–1176)
- Wilhelm I. (Holland), Graf (1203–1222)
- Wilhelm I. (Berg), Graf (1296–1308)
- Wilhelm I. (Katzenelnbogen) († 1331), Graf
- Wilhelm I. (Isenburg-Braunsberg-Wied) (* vor 1324; † 1383), Graf von Wied
- Wilhelm I. (Henneberg-Schleusingen), Graf (1384–1426)
- Wilhelm I. von Limburg-Broich, Graf von Limburg (1400–1442)
- Wilhelm (Nassau), der Reiche, Graf von Nassau-Dillenburg (1516–1559)
- Wilhelm I. zu Schaumburg-Lippe (1724–1777)
- Wilhelm I. von Utrecht, Fürstbischof (1054–1076)
- Wilhelm I. von Diepholz († 1242), Bischof von Minden
- Wilhelm I. von Holte, Bischof und Regent von Münster (1259–1260)

## Wilhelm II.
- Wilhelm II. (Deutsches Reich), Deutscher Kaiser und König von Preußen (1859–1941)
- Wilhelm II. (England), König (1087–1100)
- Wilhelm II. (Sizilien), der Gute, König (1166–1189)
- Wilhelm II. (Niederlande), König (1840–1849), auch Wilhelm II. (Luxemburg)
- Wilhelm II. (Württemberg), König (1891–1918)
- Wilhelm II. (Hessen-Kassel), Kurfürst (1821–1847)
- Wilhelm II. (Weimar),  der Große, Herzog von Thüringen (1002–1003)
- Wilhelm II. (Apulien), Herzog (1111–1127)
- Wilhelm II. (Athen), Herzog (1317–1338)
- Wilhelm II. (Braunschweig-Lüneburg) (um 1300–1369)
- Wilhelm II. (Jülich), Herzog (1361–1393)
- Wilhelm II. (Berg), Herzog (1380–1408)
- Wilhelm II. (Bayern), Herzog (1404–1417)
- Wilhelm II. (Braunschweig-Calenberg-Göttingen), Herzog (1482–1491)
- Wilhelm II. (Gascogne), Herzog
- Wilhelm II. (Montferrat), Markgraf (–961)
- Wilhelm II. (Meißen), der Reiche, Markgraf (1371–1425)
- Wilhelm II. (Hessen), der Mittlere, Landgraf (1493–1509)
- Wilhelm II. (Hessen-Wanfried-Rheinfels), Landgraf von Hessen-Rheinfels (1711–1731)
- Wilhelm II. von Villehardouin, Fürst von Achaia (1246–1278)
- Wilhelm II. (Oranien), Fürst (1647–1650)
- Wilhelm II. (Aquitanien), der Jüngere, Graf von Auvergne (918–926)
- Wilhelm II. (Provence), der Fromme, Graf (994–1018), auch als Wilhelm III. bezeichnet
- Wilhelm II. (Burgund), der Deutsche, Graf (1105–1125)
- Wilhelm II. (Henneberg-Schleusingen), Graf (1415–1444)
- Wilhelm II. (Jülich, Graf), Graf (1176–1207)
- Wilhelm II. (Flandern), Graf (1246–1251)
- Wilhelm II. von Limburg-Broich, Graf von Limburg (1459–1473)
- Wilhelm II. Embriaco (oder Wilhelm II. von Gibelet; * vor 1135; † um 1159), Herr von Gibelet in der Grafschaft Tripolis
- Wilhelm II. (Schottland), siehe Wilhelm III. (Oranien)
- Wilhelm II. (Holland), siehe Wilhelm von Holland
- Wilhelm II. (Arles), siehe Wilhelm I. (Provence)

Kirchliche Herrscher:
- Wilhelm II. von Lebus, Bischof (1276–1282).
- Wilhelm II., Bischof von Utrecht (1296–1301), siehe Wilhelm von Berthout
- Wilhelm II. von Diest, Fürstbischof von Straßburg (1420–1439)
- Wilhelm II. von Bayern, Fürstabt von Stablo und Malmedy (1650–1657)
- Wilhelm II. Roßhirt, Abt von Ebrach (1773–1791)

## Wilhelm III.
- Wilhelm III. (Sizilien), König (1194)
- Wilhelm III. (Oranien), König (1689–1702)
- Wilhelm III. (Niederlande), König der Niederlande und Großherzog von Luxemburg (1849–1890)
- Wilhelm III. (Bayern), Herzog (1397–1435)
- Wilhelm III. (Sachsen), der Tapfere, Herzog von Sachsen (1445–1482)
- Wilhelm III. (Hessen), der Jüngere, Landgraf (1483–1500)
- Wilhelm III. (Montferrat), Markgraf (991–1017)
- Wilhelm III. (Provence), Markgraf (1014–1037)
- Wilhelm III. (Aquitanien), Graf von Poitiers (935–963)
- Wilhelm III. (Weimar) (Wilhelmi Thuringorum pretor; 1003–1039), Graf
- Wilhelm III. (Toulouse), Graf (1037)
- Wilhelm III. (Ponthieu), Graf (1111–1172)
- Wilhelm III. (Burgund), das Kind, Graf (1125–1127)
- Wilhelm III. (Jülich), Graf (1207–1219)
- Wilhelm III. (Holland), der Gute, Graf (1304–1337)
- Wilhelm III. (Henneberg-Schleusingen), Graf (1444–1480)
- Wilhelm III. von Enckenvoirt, Bischof von Utrecht (1529–1534)

## Wilhelm IV.
- Wilhelm IV. (Vereinigtes Königreich), König (1830–1837)
- Wilhelm IV. (Luxemburg), Großherzog (1905–1912)
- Wilhelm IV. (Aquitanien), Herzog (963–995)
- Wilhelm IV. (Bayern), Herzog (1508–1550)
- Wilhelm IV. (Weimar), 1046–1062 Markgraf von Meißen
- Wilhelm IV. (Montferrat), Markgraf (–1101)
- Wilhelm IV. (Hessen-Kassel), Landgraf (1567–1592)
- Wilhelm IV. (Oranien), Fürst (1711–1751)
- Wilhelm IV. (Auvergne), Graf (989–1016)
- Wilhelm IV. (Provence), Graf (1018–1019/1030)
- Wilhelm IV. (Toulouse), Graf (um 1061–um 1093)
- Wilhelm IV. (Burgund), Graf (1148–1156)
- Wilhelm IV. (Forcalquier), Graf (1149–1209)
- Wilhelm IV. (Jülich), Graf (1219–1278)
- Wilhelm IV. (Holland), Graf (1337–1345)
- Wilhelm IV. (Henneberg-Schleusingen) (1478–1559), regierender Graf von Henneberg
- Wilhelm IV. von Eberstein, Graf (1497–1562)
- Wilhelm IV. von dem Bergh (1537–1586), Reichsgraf von dem Bergh und Statthalter von Gelderland und Zutphen

## Wilhelm V.
- Wilhelm V. (Aquitanien), der Große, Herzog (995–1030)
- Wilhelm V. (Bayern), der Fromme (1548–1626), Herzog (1579–1597)
- Wilhelm V. (Hessen-Kassel), der Beständige, Landgraf (1627–1637)
- Wilhelm V. der Reiche (1516–1592), Herzog von Jülich-Kleve-Berg (1539–1592), siehe Wilhelm (Jülich-Kleve-Berg)
- Wilhelm V. von Jülich (~1299–1361), Graf (1328–1336), siehe Markgraf (ab 1336) und Herzog (ab 1356) Wilhelm I. (Jülich)
- Wilhelm V. (Jülich), Graf (1274–1277)
- Wilhelm V. (Oranien), Fürst von Nassau-Oranien (1751–1806)
- Wilhelm V. (Auvergne), Graf (1032–1064)
- Wilhelm V. (Montferrat), Markgraf (–1122)
- Wilhelm V. (Holland), siehe Wilhelm I. (Bayern)
- Wilhelm V. (Provence), siehe Wilhelm III. (Provence)

## Wilhelm VI.
- Wilhelm VI. (Aquitanien), der Dicke, Herzog (1030–1038)
- Wilhelm VI. (Jülich), Herzog (1362–1393)
- Wilhelm VI. (Sachsen-Weimar), Herzog (1620–1662), siehe Wilhelm (Sachsen-Weimar)
- Wilhelm VI. (Auvergne), Graf (1096–1136)
- Wilhelm VI. (Montferrat), Markgraf (–1191)
- Wilhelm VI. (Hessen-Kassel), Landgraf (1637–1663)
- Wilhelm VI. (Holland), siehe Wilhelm II. (Bayern) (1404–1417)

## Wilhelm VII.–IX.
- Wilhelm VII. (Aquitanien), der Adler, Herzog (1039–1058)
- Wilhelm VII. (Auvergne), der Junge, Graf (1143–1155)
- Wilhelm VII. (Montferrat), Markgraf (1253–1290)
- Wilhelm VII. (Hessen-Kassel), Landgraf (1663–1670)

- Wilhelm VIII. (Aquitanien), Herzog (1058–1086)
- Wilhelm VIII. (Auvergne), der Alte, Graf (1155–1182)
- Wilhelm VIII. (Montferrat), Markgraf (1207–1225)
- Wilhelm VIII. (Hessen-Kassel), Landgraf (1751–1760)
- Wilhelm VIII. (Montpellier), Herr (um 1172–1203)

- Wilhelm IX. (Aquitanien), der Trobador, Herzog (1086–1127)
- Wilhelm IX. (Auvergne), Graf (1194–1195)
- Wilhelm IX. von Hessen-Kassel, siehe Wilhelm I. (Hessen-Kassel)

## Wilhelm X.–XII.
- Wilhelm X. (Aquitanien), Herzog (1127–1137)
- Wilhelm X. (Auvergne), Graf (1224–1246)
- Wilhelm X. (Montferrat), Markgraf (1464–1483)
- Wilhelm XI. (Auvergne), Graf (1277–1279)
- Wilhelm XI. (Montferrat), Markgraf (1494–1518)
- Wilhelm XII. (Auvergne), Graf (1325–1332)

## Wilhelm …
- Wilhelm August, Herzog von Cumberland, Herzog (1721–1765)
- Wilhelm Christoph (Hessen-Homburg), Landgraf zu Bingenheim (1648–1669)
- Wilhelm Ernst (Sachsen-Weimar), Herzog (1683–1728)
- Wilhelm Ernst (Sachsen-Weimar-Eisenach), Großherzog (1901–1918)
- Wilhelm Friedrich (Brandenburg-Ansbach) (1686–1723), Markgraf des Fürstentums Ansbach
- Wilhelm Friedrich (Nassau-Dietz) (1613–1664), Fürst von Nassau-Dietz und Statthalter von Friesland, Groningen und Drenthe
- Wilhelm Heinrich (Sachsen-Eisenach), Herzog (1729–1741)
- Wilhelm-Jordan (Cerdanya), Graf von Tripolis (1105–1109)
- Wilhelm Malte I. Fürst zu Putbus (1783–1854), deutscher Fürst und schwedischer Gouverneur in Pommern

## Weitere kirchliche Herrscher
- Wilhelm von Mainz, Erzbischof von Mainz (954–968)
- Guillaume de Chartres (auch Wilhelm von Chartres, Guillielmus de Carnoto, Willemus de Carnoto; † 1218), ab 1210 Großmeister des Templerordens
- Wilhelm von Tyrus (1175–1186), Erzbischof von Tyros
- Wilhelm von Saillon († 1205), von 1203 bis 1205 Bischof von Sitten
- Wilhelm von Savoyen (* um 1201; † 1239), ab 1224 Bischof von Valence und von 1238 bis zu seinem Tod Bischof von Lüttich
- Wilhelm von Ecublens († 1229), von 1221 bis 1229 Bischof von Lausanne
- Wilhelm von Havelberg († 1244), von 1220 bis 1244 Bischof von Havelberg
- Wilhelm (Cammin) († 1253), Bischof von Cammin von 1244 bis 1251
- Wilhelm von Montfort (Wilhelm I. Graf von Montfort; † 1301), von 1281 bis 1301 Fürstabt von St. Gallen
- Wilhelm von Gennep, Kurfürst und Erzbischof von Köln (1349–1362)
- Wilhelm von Brandenburg-Ansbach-Kulmbach, Erzbischof und Regent von Riga (1539–1561)
- Wilhelm I. Sölner, Abt von Kloster Ebrach (1714–1741)
- Wilhelm II. Roßhirt, Abt von Kloster Ebrach (1773–1791)

## Nichtregenten
- Wilhelm Heinrich, Herzog von Gloucester und Edinburgh
- Wilhelm Friedrich, Herzog von Gloucester und Edinburgh, (1776–1834)
- Wilhelm von Urach, Herzog von Urach, Graf von Württemberg (1810–1869)
- Wilhelm von Hanau-Hořovice, Fürst von Hanau (1836–1902)
- Wilhelm Karl von Urach, Herzog von Urach, Graf von Württemberg, nominell als Mindaugas II. König von Litauen (1865–1928)
- Wilhelm von Preußen (1882–1951), Wilhelm III. (Hohenzollern), letzter Kronprinz des Deutschen Reiches und von Preußen (1882–1951)
- Willem-Alexander von Oranien-Nassau (* 27. April 1967), Kronprinz
- William Mountbatten-Windsor Prinz von Großbritannien, 2. in der Thronfolge (geb. 21. Juni 1982)
- Guillaume, Erbgroßherzog von Luxemburg (geb. 11. November 1981)